# Kanton Varades
Der Kanton Varades war bis 2015 ein französischer Wahlkreis im Arrondissement Ancenis, im Département Loire-Atlantique und in der Region Pays de la Loire; sein Hauptort war Varades. Letzter Vertreter im Generalrat des Départements war von 2011 bis 2015 Claude Gautier (parteilos).
Der Kanton Varades umfasste Wahlberechtigte aus sechs Gemeinden:
| Gemeinde                  | Bretonisch       | Einwohner (2012) | Fläche (km²) | Code postal | Code Insee |
| ------------------------- | ---------------- | ---------------- | ------------ | ----------- | ---------- |
| Belligné                  | Belenieg         | 1786             | 32,80        | 44370       | 44011      |
| La Chapelle-Saint-Sauveur | Chapel-ar-Salver | 794              | 18,70        | 44370       | 44034      |
| Le Fresne-sur-Loire       | Runonn           | 977              | 6,29         | 49123       | 44060      |
| Montrelais                | Mousterlez       | 850              | 13,73        | 44370       | 44104      |
| La Rouxière               | Kerrouz          | 1061             | 20,96        | 44370       | 44147      |
| Varades                   | Gwared           | 3563             | 45,82        | 44370       | 44213      |
| Kanton                    |                  | 9031             | 138,30       | –           | 4445       |